# 月光ヒメジオン
『月光ヒメジオン』（げっこうヒメジオン）は、安野モヨコによる日本の漫画作品。

## 概要
幻影を映し出せる少女・ヒメノが、さまざまなトラブルに巻き込まれていく様子を描いたもの。
講談社の漫画雑誌『なかよし』2007年12月号から2008年4月号まで4回発表された。なお、2008年2月号は休載、さらに2008年3月に作者の安野が体調不良を理由に休養宣言したのを受け、同年5月号以降連載は中断されている。再開のメドは立っていない。

## あらすじ
幻影を映し出せる女の子・ヒメノは、ある日、自分の映し出した幻影から、凍という人が降ってきた。彼は、未来から来たと言う……。

## 登場人物
宮参ヒメノ（みやまいり ヒメノ）
頭の中に浮かんだイメージを「幻影」と言う形で映し出す能力を持つ。表情の変化が乏しく、無表情。食べることが大好きな食いしん坊。
蜉蝣丸（かげろうまる）
ヒメノが映し出す幻影に楽曲を付ける楽師。ヒメノのことが好きなそぶりがある。
ユキサミ
ヒメノと蜉蝣丸の興行を取り仕切る興行師。どこか食えない性格。
凍（こおる）
第2話から登場。ヒメノが幻影を行っていた時、黒雲から落ちてきた。ヒメノに対し「おまえを救うために来た」と言い放ち、彼女を骨抜きにした。
うつふし
凍を狙う（?）謎の男。
有次
ヒメノのおっとりした所が好きな青年。
久子
わがままなお嬢様。ヒメノのことを嫌っている。